# (466973) 2016 BR8
(466975) 2016 BK11 es un asteroide perteneciente al cinturón de asteroides, descubierto el 31 de marzo de 2008 por el equipo Spacewatch desde el Observatorio Nacional de Kitt Peak (Arizona, Estados Unidos).